# Никитин, Василий Владимирович
Василий Владимирович Никитин (род. 21 сентября 1986 года) — российский тхэквондист.

## Биография
Воспитанник санкт-петербургской школы тхэквондо.
Самым большим успехом Василия стала победа на Кубке Мира 2014 и бронза чемпионата Европы 2010 года.
Победитель ряда международных турниров: Croatia Open — 2007, Croatia Open — 2011, Austrian Open — 2012, Swiss Open — 2012, Trelleborg Open — 2013.
Чемпион России 2009, 2012
Вице-чемпион России 2008, 2011 и 2013 годов.
- Статистика на сайте taekwondodata